# Rua Jerônimo Monteiro, 2
O Edifício na Rua Jerônimo Monteiro nº 2, em Santa Leopoldina, foi construído entre 1916 e 1918 para abrigar a Prefeitura Municipal (cuja função exerce até hoje). É um bem cultural tombado pelo Conselho Estadual de Cultura do Espírito Santo, inscrição no Livro do Tombo Histórico sob o nº 32 a 68, folhas 4v a 7v.

## Importância
No livro "Arquitetura: Patrimônio Cultural do Espírito Santo", publicado pela Secretaria de Cultura do Espírito Santo em 2009, nota-se a informação de que o edifício foi mandado construir pelo então prefeito municipal Holzmeister Júnior para abrigar a Prefeitura Municipal. O edifício é descrito como sendo uma construção isolada no terreno (novidade à época). Sua volumetria e escala o destacam na paisagem próxima, além de contar com passeio e jardim. A fachada frontal possui elementos de referência clássica francesa como o frontão triangular com o brasão do município, colunas e cornija.
Sua descrição é: " Separada da rua por muro executado em alvenaria e gradil metálico, a edificação possui duas portas de entrada correspondentes aos seus dois pavimentos. A primeira delas, em posição centralizada na fachada frontal, apresenta as mesmas características do conjunto de janelas situado no perímetro do volume, dele se diferenciando apenas por sua discreta amplitude. Para acessar a segunda, a entrada do salão da câmara propriamente dita, um pequeno patamar posicionado na lateral esquerda surge no topo da escada que, em um só lance, liga o jardim fronteiro ao segundo pavimento.". Ou seja, cada um dos pavimentos exerce função própria, de modo que o projeto foi solucionado com a adição de escada lateral para acesso independente ao pavimento superior.

## Tombamento
O edifício foi objeto de um tombamento de patrimônio cultural pelo Conselho Estadual de Cultura, de número 05, em 30 de julho de 1983, Inscr. nº 32 a 68, folhas 4v a 7v. O processo de tombamento inclui quase quarenta imóveis históricos de Santa Leopoldina. No ato de tombamento, é listada como proprietária a Cúria Metropolitana de Vitória.
O tombamento desse edifício e outros bens culturais de Santa Leopoldina foi principalmente decorrente da resolução número 01 de 1983, em que foram aprovadas normas sobre o tombamento de bens de domínio privado, pertencentes a pessoas naturais ou jurídicas, inclusive ordens ou instituições religiosas, e de domínio público, pertencentes ao Estado e Municípios, no Espírito Santo. Nessa norma foi estabelecido que, entre outros pontos:
- "O tombamento de bens se inicia por deliberação do CEC “ex-offício”, ou por provocação do proprietário ou de qualquer pessoa, natural ou jurídica, e será precedido, obrigatoriamente, de processo", ponto 3;
- "Em se tratando de bem(s) pertencente(s) a particular(es), cujo tombamento tenha caráter compulsório, e aprovado o tombamento, o Presidente do CEC expedirá a notificação de que trata o artigo 5°. I do Decreto n° 636-N, de 28.02.75, ao interessado que terá o prazo de 15(quinze) dias, a contar do seu recebimento, para anuir ou impugnar o tombamento", ponto 12.[3]

As resoluções tiveram como motivador a preservação histórico-cultural de Santa Leopoldina contra a especulação imobiliária, que levou à destruição de bens culturais à época.